# Platychelus aequatorialis
Platychelus aequatorialis är en skalbaggsart som beskrevs av Lansberge 1886. Platychelus aequatorialis ingår i släktet Platychelus och familjen Melolonthidae. Inga underarter finns listade i Catalogue of Life.